# وای میلز (مریلند)
وای میلز (به انگلیسی: Wye Mills) یک منطقهٔ مسکونی در ایالات متحده آمریکا است که در شهرستان تالبوت، مریلند واقع شده‌است. وای میلز ۶٫۱ متر بالاتر از سطح دریا واقع شده‌است.